# Gilbert Mokoki
Gilbert Mokoki est un militaire et homme politique congolais né le 28 août 1949 à Djemba-Rivière (Likouala). 
Il est nommé ministre de la Santé et de la Population le 21 mai 2021, puis remplacé par Jean Rosaire Ibara le 10 janvier 2025. Ce même jour, il prend le portefeuille du ministère du Contrôle d'État, chargé de la qualité du service public et de la lutte contre les antivaleurs.
Il fut auparavant plusieurs fois ministre, dont ministre délégué auprès du ministre des Transports (2012-2015), ministre de la Fonction publique (2015-2016), des Transports (2016-2017) et des Zones économiques spéciales (2017-2021). 
Général de division, il fut également commandant de l'armée de terre (1998-2003), puis commandant de la gendarmerie nationale (2003-2012). En juillet 2006, il fut également nommé membre du Conseil national de sécurité.

## Biographie

### Jeunesse et études
Gilbert Mokoki est né le 28 août 1949 à Djemba-Rivière, village du district d'Impfondo (Likouala).
Il a étudié à l'École d'artillerie ainsi qu'à l'Académie militaire d'artillerie de Leningrad. Il détient notamment un brevet de parachutiste ainsi qu'un master en sciences militaires. 

### Carrière militaire
En 1972, il intègre le premier groupement d'artillerie de Brazzaville, puis occupe par la suite plusieurs fonctions au sein de l'armée, notamment celle de chef de corps au groupe « artillerie mixte » et celle de directeur central du renseignement militaire de l'état-major général de l'Armée populaire nationale. Il sera également nommé directeur du « service national », puis directeur de l'organisation, de la mobilisation et des réserves de l'état-major général.
Durant l'année 1998, il est nommé commandant de l'armée de terre et accède au grade de général de brigade,.
En 2003, il est nommé au poste de commandant de la gendarmerie nationale. Puis, le 15 août 2004, il accède au grade de général de division. Durant cette même période (2003-2004), Gilbert Mokoki joue un rôle-clé dans la supervision des négociations qui mèneront à un accord de paix avec le Pasteur Ntumi. En juillet 2006, il est également nommé membre du Conseil national de sécurité

### Carrière politique
Le 25 septembre 2012, il fait son entrée au gouvernement en étant nommé par le président Denis Sassou-Nguesso ministre délégué chargé des voies navigables et de l'économie fluviale auprès du ministre des Transports, de l'Aviation civile et de la Marine marchande, qui était à l'époque Rodolphe Adada. Il quitte à cette occasion le poste de commandant de la gendarmerie, laissant sa place à Paul Victor Moigny. 
Le 10 août 2015, il est nommé ministre de la Fonction publique en remplacement de Guy Brice Parfait Kolélas, puis ministre des Transports, de l'Aviation civile et de la Marine marchande le 30 avril 2016 dans le gouvernement de Clément Mouamba, succédant ainsi à Rodolphe Adada. La passation de pouvoir se déroule le 4 mai.
Lors du remaniement du 22 août 2017, il change de portefeuille et est nommé ministre des Zones économiques spéciales,.
En 2021, à la suite de la réélection de Denis Sassou-Nguesso, il est nommé ministre de la Santé et de la Population dans le gouvernement Makosso, où il remplace Jacqueline Lydia Mikolo à partir du 21 mai.

### Vie privée
Gilbert Mokoki est marié et père de 3 enfants.

## Distinctions
- Grand officier de l'ordre du Mérite congolais
- Médaille d'or de la Croix de la valeur militaire
- Officier dans l'ordre de la Valeur de la République du Cameroun
- Chevalier de la Légion d'honneur[1]